# Rozenhanov eksperiment
Rozenhanov eksperiment je bio pokušaj da se utvrdi sposobnost psihijatara u SAD-u da dijagnostikuju mentalna oboljenja i da se dovede u pitanje validnost psihijatrijskih dijagnoza. 

## Eksperiment
Pod uticajem R. D. Lenga i antipsihijatrije, Dejvid Rozenhan (eng. David Rosenhan) i još sedmoro kolega ili studenata su se u periodu između 1969. i 1972. godine dobrovoljno prijavili u osam različitih psihijatrijskih bolnica širom SAD-a tvrdeći dežurnom psihijatru da čuju glasove koji im govore reči "praznina", "tup" i/ili "tup udarac". Lažni pacijenti se nisu žalili ni na šta drugo. Svi su primljeni i ostali su u bolnicama između 9 i 52 dana, sa dijagnozom paranoidne šizofrenije. Čim su ušli na odeljenje, nastavili su da se normalno ponašaju. Uprkos tome, prepisivani su im lekovi, a osoblje im nije verovalo kada su govorili da im je bolje. Otpušteni su sa dijagnozom paranoidne šizofrenije u remisiji. Većini je bilo preporučeno da nastave da piju lekove. 
Rozenhan i kolege koje su učestvovale u eksperimentu nazvali su ovo iskustvo dehumanizujućim. Sa njima se nije razgovaralo, dnevno su bili u kontaktu sa lekarima i osobljem manje od deset minuta, i gotovo da ih niko nije posećivao. 
Nakon obljavljivanja rezultata u časopisu Nauka (eng."Science") januara 1973. pod naslovom "Biti zdrav na nezdravim mestima" (eng. "On being sane in insane places") izbio je skandal. Rozenhan je tvrdio da su psihijatrijske bolnice skladišta za ljude koje niko ne želi i niko ne razume, i da lekari i osoblje ne smeju da zaborave da njihovi pacijenti nisu samo zbir simptoma već nesrećna ljudska bića.

## Eksperiment sa pseudopacijentima
Osam pseudopacijenata, Rozenhanovih saradnika koji su namerno odabrani da budu što različitiji, a svi psihički zdravi, dobrovoljno se prijavilo psihijatrijskim bolnicama u pet američkih država. Tokom psihijatrijske procene, tvrdili su da čuju glasove koji su prilično nejasni, ali ipak mogu da razaberu reči: praznina "empty", tup "dull" i tup udarac "thud".
Pseudopacijenti se nisu žalili ni na jedan drugi problem i osim što su dali lažne podatke o svom trenutnom zaposlenju i lažna imena, na sva ostala pitanja su davali tačne odgovore. 
Pseudopacijenti su bili student na postdiplomskim studijama psihologije, tri psihologa, pedijatar, moler, domaćica i psihijatar, kao i sam Dejvid Rozenhan.
Po prijemu su se ponašali normalno i čak su tvrdili da više ne čuju glasove u glavi.
Nakon što je otpočeo njihov boravak, prvo što su pseudopacijenti primetili bilo je to da se zapravo tamo nema šta raditi, te su pokušali da svoje vreme provedu u razgovoru sa drugim pacijentima ili osobljem. Zapazili su i da dnevno u proseku osoblje bolnice provede 6,5 minuta sa pacijentom. Kada bi ih neko od zaposlenih pitao kako se osećaju, odgovorili bi da se osećaju dobro i da više nemaju simptome koje su imali ranije. Takođe, prema Rozenhanovim instrukcijama, svakog dana su vodili dnevnik svojih aktivnosti. U početku su to radili sakriveni od očiju osoblja i pacijenata, međutim kada su uvideli da niko ni ne obraća pažnju, svoj dnevnik su vodili javno, čak i u zajedničkom dnevnom boravku gde su bili sa ostalim pacijentima. Osoblje je njihovo vođenje dnevnika okarakterisalo kao deo njihovog psihičkog poremećaja. Jedini koji su primetili da nešto nije kako treba bili su „pravi“ pacijenti. Neki su čak tvrdili da su pseudopacijenti novinari ili profesori koji kontrolišu rad bolnice. Govorili su: „Šta ćete vi ovde? Vi niste bolesni, vi ste dobro!“
Volonteri u bolnici nisu bili samo par sati ili nekoliko dana, već sve do trenutka dok im doktori nisu dozvolili da idu. Jedan od njih je tu situaciju kasnije opisao na sledeći način: „Rekao sam prijateljima i porodici: izaći ću kad izađem. Biću tamo par dana i doći ću kući. Niko nije ni sanjao da ću ostati skoro dva meseca. Jedini način da izađes je da im kažes da su u pravu. Rekao sam da sam lud. ’Lud sam, ali mi je bolje’, rekao sam.“ U svim ustanovama jedva da je bilo nekog interpersonalnog kontakta pacijenata sa osobljem, oni su većinu svog vremena provodili u posebnim, staklom ograđenim prostorijama koje su pseudopacijenti ubrzo prozvali „kavezi“. Medicinske sestre su bile van kaveza, odnosno u kontaktu sa pacijentima svega 11,3% svog vremena, što je podrazumevalo i deljenje terapije, skupljanje posteljine i slično. U proseku volonteri su bili tamo 19 dana. Sam Rozenhan je u bolnici proveo nešto manje od dva meseca dok mu nije bilo dozvoljeno da ode. Kako to obično biva u psihijatrijskim ustanovama, nije im bilo rečeno kada će biti pušteni, te su volonteri bili još više motivisani da dokažu da su potpuno zdravi, ali to nije bilo baš tako jednostavno. Boravak im nije bio nimalo prijatan, osećali su snažan psihološki stres i na svaki način pokušavali da doktorima dokažu da su sasvim dobro.
Na kraju je sam Dejvid Rozenhan izjavio da je jedini način da se izađe iz pshijatrjske bolnice da kažete kako jeste ludi, ali vam je sad bolje.
Sedmoro ih je otpušteno sa dijagnozom da su šizofreničari (tačnije: šizofrenija u remisiji), a jedna osoba sa dijagnozom bipolarnog poremećaja.
Nijednog pseudopacijenta nije otkrilo osoblje u bolnicama, ali jesu neki pacijenti. Tokom njihovog boravka na odeljenju, osoblje je mnoge njihove navike i aktivnosti tumačilo kao simptome mentalnih poremećaja. Činjenicu da je jedan pseudopacijent pravio beleške, psihijatar je protumačio kao prisilnu radnju i iz toga izveo patologiju.

## Eksperiment bez pacijenata
Pošto su sada već svi stručni krugovi znali za Rozenhanov prvi eksperiment i njegovu tzv. „prevaru“, ovaj cenjeni naučnik odlučio je da kontaktira vrlo uglednu kliničko-istraživačku ustanovu i zamolio ih da učestvuju u drugom delu njegovog eksperimenta. 
Za ovaj eksperiment, Rozenhan je iskoristio poznatu psihijatrijsku bolnicu u kojoj se sprovodila obuka studenata psihijatrije i usavršavanje psihijatara sa zavidnim iskustvom.
Ta bolnica je posle objavljivanja rezultata prvog eksperimenta tvrdila da se to kod njih nikada ne bi desilo.
Sa upravom bolnice dogovoreno je da u periodu od tri meseca Rozenhan pošalje nove pseudopacijente, a bolnica će na kraju perioda objaviti spisak onih koje su otkrili.
Na kraju perioda bolnica je saopštila da je među 193 osobe koje su joj se obratile za pomoć otkrila 41 "uljeza", te da sumnja na dodatnih 42 - iako Rozenhan nije poslao nijednog lažnog pacijenta. Svi odbijeni ljudi bili su stvarni pacijenti. 
Potonje studije su potvrdile da dijagnostički proces primenjivan u SAD-u ima ozbiljne nedostatke.
Ovaj deo eksperimenta postao je temelj svim kritikama moderne psihijatrije; uveo je mnoge revolucionarne promene u samom radu ovih ustanova.

## Literatura
- On Being Sane in Insane Places

## Spoljašnje veze
- On Being Sane in Insane Places PDF datoteka
- Kratka biografija Dejvida Rozenhana (na engleskom)

|  | Molimo Vas, obratite pažnju na važno upozorenje u vezi sa temama iz oblasti medicine (zdravlja). |